# Geminorhabdus marshalli
Geminorhabdus marshalli är en skalbaggsart som först beskrevs av Lewis 1897.  Geminorhabdus marshalli ingår i släktet Geminorhabdus och familjen stumpbaggar. Inga underarter finns listade i Catalogue of Life.